# Mattéo Baud
Mattéo Baud (* 26. Juni 2002 in Pontarlier) ist ein französischer Nordischer Kombinierer.

## Werdegang

### Erste internationale Wettkämpfe in der Jugend
Baud, der für Olympic Mont d’Or startet, gab beim FIS Schüler Grand Prix am Wochenende des 29. und 30. August 2014 in Oberstdorf sein internationales Debüt und belegte dabei in seiner Alterskategorie die Ränge elf und neun. Bei den Nordischen Skispielen der OPA 2016 in Tarvis und Villach verpasste Baud als Vierter im Schülerwettkampf nur knapp die Medaillenränge. Am 4. März 2017 debütierte er in Hinterzarten im Alpencup, einer Jugend-Wettkampfserie der OPA, die in den folgenden Jahren als wichtiger Leistungsvergleich auf internationaler Ebene diente. Seine ersten Punkte gewann er im März 2018 in Chaux-Neuve und fortan konnte er sich regelmäßig unter den besten 30 platzieren. Bei den Junioren-Weltmeisterschaften 2019 in Lahti kam er mit einem Rückstand von knapp zwei Minuten als 27. ins Ziel, ehe er gemeinsam mit Théo Rochat, Edgar Vallet und Maël Tyrode nur um vier Sekunden den dritten Platz verpasste und schließlich Vierter im Team wurde. Nachdem er Mitte März in Chaux-Neuve als Vierter zum ersten Mal unter den besten Zehn im Alpencup stand, gewann er mit dem dritten Rang beim Teamspringen der französischen Meisterschaften seine erste nationale Medaille.

### Olympische Jugend-Winterspiele 2020 und Continental-Cup-Debüt

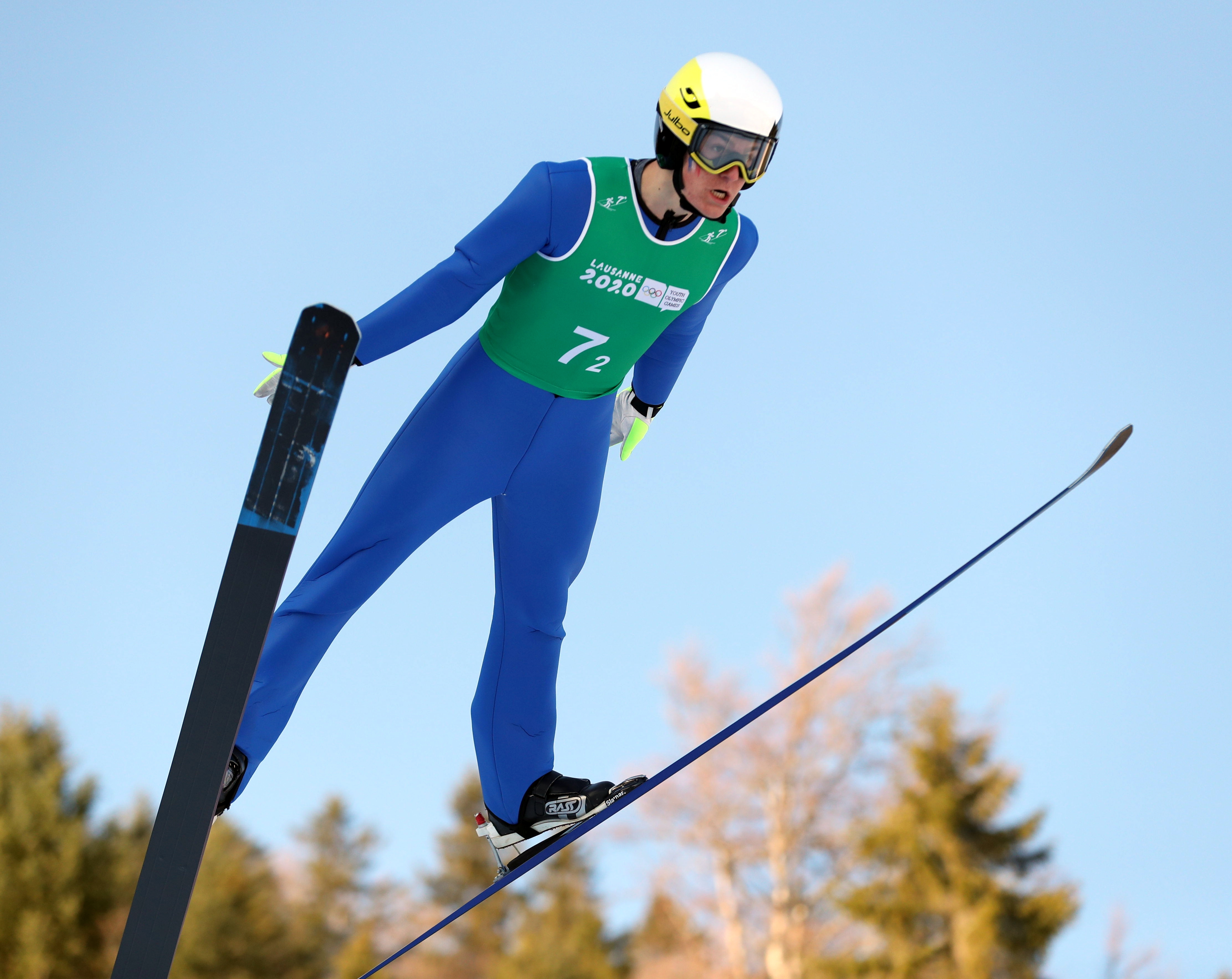
Baud 2020 in Prémanon

Zum Auftakt in die Saison 2019/20 gewann Baud den ersten Wettbewerb im Jugendcup in Oberhof. Tags darauf wurde er Zweiter hinter Waltteri Karhumaa. Auch am ersten Alpencup-Wochenende Mitte September in Winterberg stand Baud mit zwei dritten Plätzen auf dem Podium. Baud galt daraufhin als eine der größten Hoffnungen der französischen Nordischen Kombination sowie als Medaillenkandidat beim Saisonhöhepunkt, den Olympischen Jugend-Winterspielen 2020 in Lausanne. Tatsächlich lag er nach dem Sprunglauf im Einzel nach der Gundersen-Methode nur neun Sekunden hinter dem Bronzerang, doch konnte er diese mit der fünftbesten Laufzeit nicht aufholen und wurde schließlich mit 31,5 Sekunden Rückstand auf den Sieger Vierter. Darüber hinaus belegte er auch beim Nordic-Mixed-Team gemeinsam mit Julie Pierrel, Emma Tréand, Joséphine Pagnier, Luc Primet und Valentin Foubert den vierten Platz. Nachdem er Ende Januar zum wiederholten Male das Alpencup-Podest erreicht hatte, gab Baud am 1. Februar 2020 in Planica sein Continental-Cup-Debüt und erzielte dabei mit dem vierzehnten Rang auf Anhieb seine ersten Punktgewinne in dieser als Unterbau zum Weltcup fungierenden Wettkampfserie. Wenige Wochen später nahm er an den Nordischen Junioren-Skiweltmeisterschaften 2020 in Oberwiesenthal teil. Dort gewann er gemeinsam mit Gaël Blondeau, Maël Tyrode und Edgar Vallet die Silbermedaille im Teamwettbewerb. Im Einzel über 10 km in der Gundersen-Methode erreichte er den achten Platz. Die Saison schloss er auf dem vierten Rang in der Alpencup-Gesamtwertung sowie als 50. im Continental Cup ab.

### Durchbruch in der Saison 2020/21 – Als Vize-Juniorenmeister zur Nordischen Skiweltmeisterschaft
Bei den französischen Meisterschaften 2020 in Gérardmer wurde Baud Fünfter im Einzel und gewann zudem erneut Bronze im Team bei den Skisprungmeisterschaften. Zum Winterauftakt debütierte Baud im finnischen Ruka im Weltcup, verpasste jedoch zunächst die Punkteränge. Zwar konnte er im Sprunglauf bereits unter die besten 30 vorstoßen, doch war seine Laufform noch nicht ausreichend. Am 13. Januar nahm Baud gemeinsam mit Antoine Gérard erstmals an einem Teamsprint im Weltcup teil und beendete diesen auf dem dreizehnten Rang. Beim Gundersen Einzel in Lahti eine Woche später belegte er schließlich den 27. Platz und gewann so seine ersten Weltcup-Punkte. Grundlage war auch hier der Sprunglauf gewesen, in dem er sich als Dreizehnter genügend Vorsprung herausholen konnte. In den folgenden Wochen zeigte Baud konstante Leistungen und erreichte auch am ersten Wettkampftag des Nordic Combined Triples in Seefeld die Punkteränge. Anfang Februar verzichtete Baud auf einen Start am Weltcup-Wochenende in Klingenthal und ging stattdessen in Lahti im Continental Cup an den Start, da dort wenige Tage später die Nordischen Junioren-Skiweltmeisterschaften stattfanden. Baud belegte den vierten Rang im Continental Cup und verpasste nur um eine Sekunde das Podest. Im Gundersen-Wettkampf bei den Juniorenweltmeisterschaften ging Baud als Zweiter auf die Loipe, auf der seine Konkurrenten in der dritten Runde zunächst den Anschluss an ihn finden zu können schienen, doch gelang es ihm schließlich sich auf dem zweiten Platz zu behaupten und die Silbermedaille hinter Johannes Lamparter zu gewinnen. Damit sicherte sich Baud für ein Jahr ein persönliches Startrecht im Weltcup.
Wenige Wochen später stand er im französischen Aufgebot für die Nordischen Skiweltmeisterschaften in Oberstdorf, wo er im Einzelwettkampf von der Normalschanze den 24. Platz belegte und gemeinsam mit Antoine Gérard, Gaël Blondeau und Laurent Muhlethaler Sechster im Team wurde. Im Gundersen-Wettbewerb von der Großschanze erreichte er als zweitbester Franzose Rang 16 und wurde daher gemeinsam mit Muhlethaler auch im Teamsprint eingesetzt, den die beiden mit mehr als zwei Minuten Rückstand auf die siegreichen Österreicher als Sechste abschlossen. Beim abschließenden Weltcup-Wochenende in Klingenthal konnte Baud mit dem dreizehnten Platz erstmals auf höchstem Niveau die Top 15 erreichen und schließlich den 40. Platz in der Weltcupgesamtwertung einnehmen. Am 1. April wurde Baud in Courchevel und Méribel französischer Vizemeister in der Nordischen Kombination, ehe er wenige Stunden später französischer Meister im Skispringen wurde. Einen Tag später fügte er im Teamspringen eine weitere Silbermedaille hinzu.

### Die olympische Saison 2021/22 endet mit der französischen Meisterschaft
Baud lief im Sommer 2021 in Oberwiesenthal auf den 20. Platz, womit er seine ersten Grand-Prix-Punkte holte. Er stand von Beginn der Weltcup-Saison 2021/22 im französischen Aufgebot und verpasste lediglich die Wochenenden in Klingenthal und Oslo. Nachdem er bereits am ersten Wettkampftag des Winters in Ruka die Punkteränge erreicht hatte, verpasste er in den folgenden Wochen meist knapp die Top 30. Bei den Olympischen Winterspielen 2022 in Peking belegte Baud den 18. Rang im Gundersen Einzel von der Normalschanze, ehe er von der Großschanze 21. wurde. Gemeinsam mit Gaël Blondeau, Antoine Gérard und Laurent Muhlethaler schloss er den Teamwettbewerb als Fünfter ab. Wenige Wochen später nahm Baud an den Nordischen Junioren-Skiweltmeisterschaften in Zakopane teil. Zwar konnte er die Vorjahresleistung nicht wiederholen, doch gelangen ihm als Sechster im Einzel sowie als Vierter im Team weitere vordere Platzierungen. Beim abschließenden Wettbewerb der Weltcup-Saison in Schonach erzielte Baud mit dem 20. Platz sein bestes Saisonergebnis. Im Gesamtweltcup belegte er den 42. Rang und war damit drittbester Franzose. Anfang April wurde Baud in Prémanon erstmals französischer Meister.

## Privates
Mattéo ist der Sohn des ehemaligen Nordischen Kombinierers Frédéric Baud und der Bruder von Romane Baud.

## Statistik

### Platzierungen bei Weltmeisterschaften
| Jahr und Ort    | Wettbewerb   | Wettbewerb   | Wettbewerb | Wettbewerb | Wettbewerb |
| Jahr und Ort    | Gundersen NS | Gundersen GS | Team       | Teamsprint | Mixed-Team |
| --------------- | ------------ | ------------ | ---------- | ---------- | ---------- |
| 2021 Oberstdorf | 24.          | 16.          | 06.        | 06.        | —          |
| 2023 Planica    | 30.          | 07.          | 04.        | —          | —          |

### Weltcup-Platzierungen
| Saison  | Platz | Punkte |
| ------- | ----- | ------ |
| 2020/21 | 40.   | 27     |
| 2021/22 | 42.   | 28     |
| 2022/23 | 13.   | 509    |

### Grand-Prix-Platzierungen
| Saison | Platz | Punkte |
| ------ | ----- | ------ |
| 2021   | 42.   | 11     |
| 2022   | 11.   | 80     |

### Continental-Cup-Platzierungen
| Saison  | Platz | Punkte |
| ------- | ----- | ------ |
| 2019/20 | 50.   | 57     |
| 2020/21 | 42.   | 50     |

## Auszeichnungen
- FIS Rookie der Saison 2020/21 in der Nordischen Kombination[9]